# Avery Corman
Avery Corman, né le 28 novembre 1935, est un romancier américain. Il est connu pour les livres Oh, God ! (1971) et Kramer Versus Kramer (1977), chacun adapté en un film à succès.

## Carrière
Corman est l'auteur des romans Oh, mon Dieu! (1971), la base du film de 1977 ; Le Roi Bust-Out (1977); Kramer Versus Kramer (1977), adapté dans le film de 1979 primé aux Oscars; Le vieux quartier (1980); 50 (1987); Possessions primées (1991); Le grand battage médiatique (1992); Un divorce parfait (2004); et The Boyfriend from Hell (2006). Il est l'auteur d'un mémoire intitulé My Old Neighbourhood Remembered (2014). Il a également écrit le texte de Bark in the Park! Poems for Dog Lovers (2019), un livre d'images pour enfants.
Le critique Stefan Kanfer a déclaré dans Time à propos du roman de Corman 50 : « Avery Corman a un don littéraire pour le dialogue et la situation. Scellées dans une capsule temporelle, 50 pourraient en dire davantage aux générations futures sur les mœurs contemporaines d'âge moyen qu'une bibliothèque de thèses sociologiques. » La combinaison du roman Kramer Versus Kramer et du film a changé l'attitude du public et des tribunaux à l'égard du divorce et de la garde aux États-Unis et à l'étranger. Greg Ferrara, sur le site Web de Turner Classic Movies, a écrit : « Son histoire ferait exploser les opinions acceptées sur la garde et la parentalité… Kramer vs. Kramer n'a pas seulement établi des records au box-office dans le genre du drame familial, il a aussi changé la façon dont les gens considéraient le divorce, la famille et la garde des enfants. » .
Corman est également l'auteur d'articles et d'essais dans plusieurs publications, dont le New York Times.
Après avoir vu une adaptation de Kramer contre Kramer en 2010 à Paris, écrit par Didier Caron et Stéphane Boutet , Corman a écrit sa propre mise en scène. L'adaptation scénique de Kramer Versus Kramer de Corman a été produite en Grèce, en Hongrie, en Italie et aux Pays-Bas en 2012.

## Vie privée
Corman est né dans le Bronx, à New York. Il est diplômé des écoles publiques de New York; il a fréquenté le lycée DeWitt Clinton dans le Bronx. Après avoir obtenu son diplôme de l'Université de New York en 1956, il a travaillé dans l'édition de magazines, puis est devenu écrivain indépendant de films éducatifs et d'articles d'humour. Il a ensuite écrit son premier roman.
Un cadeau de Corman à la ville de New York d'un terrain de basket restauré dans sa cour d'école d'enfance est devenu le catalyseur de la création de la City Parks Foundation . Créée en 1989, la fondation est devenue un organisme à but non lucratif de plusieurs millions de dollars créant et finançant des programmes de parcs dans toute la ville de New York, et Corman siège à son conseil d'administration depuis la création de la fondation.
Il a été marié pendant 37 ans à Judy Corman (née Lishinsky), décédée en 2004. Au moment de son décès, elle était vice-présidente principale, directrice des communications d'entreprise et des relations avec les médias chez Scholastic, Inc. Judy Corman a organisé la publicité pour le lancement et les publications ultérieures des livres Harry Potter aux États-Unis. Elle a remporté en 2001 le prix Matrix de New York Women in Communications. Les deux enfants des Corman sont Matthew, un scénariste, et Nicholas, qui travaille dans le développement commercial dans la Silicon Valley.

## Romans
- Oh, God! (1971)
- The Bust-Out King (1977)
- Kramer Versus Kramer (1977), traduit de l'anglais par
- The Old Neighborhood (1980)
- 50 (1987)
- Prized Possessions (1992)
- The Big Hype (1992)
- A Perfect Divorce (2004)
- The Boyfriend from Hell (2006)

## Mémoire
- My Old Neighborhood Remembered (2014)